# Julia Faure (actrice)
Pour les articles homonymes, voir Faure et Julia Faure.
Julia Faure est une actrice française née le 13 février 1977.
Elle a été nommée pour le César du meilleur espoir féminin en 2013 pour son rôle dans Camille redouble de  Noémie Lvovsky.

## Biographie
Julia Faure est ancienne élève du Conservatoire national supérieur d'art dramatique (Classe de Cinéma dirigée par Philippe Garrel) d'où elle est sortie en 1999.
Sa grand-mère et sa mère sont natives de Madagascar. Elle réside à Paris, entre le quartier Les Halles et Le Louvre, « dans la rue où est né Molière ».
En 2021, elle est présidente du jury jeune du 24e festival international des scénaristes et compositeurs de Valence.
En mars 2021, elle est parmi les huit cents professionnels du cinéma signataires de la tribune « UN JOUR SANS FIN. Qu'est-ce qu'on attend exactement ? » pour la réouverture des salles de cinéma,.

## Filmographie

### Actrice
- 2001 : Sauvage Innocence de Philippe Garrel : Lucie
- 2003 : Julia et les hommes (court métrage) de Thierry Jousse
- 2003 : Jeux d'enfants de Yann Samuell : la sœur de Sophie
- 2004 : Process de C.S. Leigh
- 2005 : Les Invisibles de Thierry Jousse
- 2006 : Incontrôlable de Raffy Shart : Rose
- 2012 : Camille redouble de Noémie Lvovsky : Louise
- 2014 : À coup sûr de Delphine de Vigan : Agathe
- 2014 : Pause de Mathieu Urfer : Julia
- 2016 : La Face (téléfilm) de Marc Rivière
- 2016 : Les Naufragés de David Charhon : Rosario
- 2016 : Tout de suite maintenant de Pascal Bonitzer : Maya Sator
- 2017 : Tout nous sépare de Thierry Klifa : Patricia
- 2017 : J'ai deux amours (mini-série) de Clément Michel : Louise
- 2019 : Le Daim de Quentin Dupieux : Jeanne
- 2019 : Le Grand Bazar (série télévisée) de Baya Kasmi : Sara
- 2019 : Mytho (série télévisée) de Fabrice Gobert : Isa
- 2019 : La Forêt d'argent (téléfilm) d'Emmanuel Bourdieu : Elizabeth
- 2020 : Éléonore d'Amro Hamzawi : Honorine
- 2020 : No Man's Land (mini-série télévisée) d'Oded Ruskin : Lorraine
- 2021 : On est fait pour s'entendre de Pascal Elbé : Florence
- 2022 : Sans toi de Sophie Guillemin
- 2022 : Fumer fait tousser de Quentin Dupieux : Denise
- 2022 : Jour de gloire de Jeanne Frenkel et Cosme Castro : Anna
- 2022 : Coma de Bertrand Bonello : Patricia Coma
- 2023 : La Bête de Bertrand Bonello : Sophie
- 2023 : Dilemne, Dilemme de Jacky Goldberg : Dana
- 2023 : Irrésistible d'Antony Cordier (Disney+) : Docteur Maud Tonnerre (mini-série)
- 2024 : Et plus si affinités d'Olivier Ducray et Wilfried Meance : Adèle
- 2024 : Becoming Karl Lagerfeld (mini-série télévisée Disney+) : Francine Crescent
- 2025 : Le Parfum du bonheur de Baya Kasmi : Emma
- 2026 : Maigret et le mort amoureux de Pascal Bonitzer

### Doublage

#### Cinéma

##### Films
- Alexis Knapp dans : 
  - The Hit Girls (2012) : Stacie Conrad
  - Pitch Perfect 2 (2015) : Stacie Conrad

- Alison Brie dans :
  - Pentagon Papers (2017) : Lally Graham
  - Promising Young Woman (2020) : Madison McPhee

- Vanessa Kirby dans : 
  - Mission impossible : Fallout (2018) : Alanna Mitsopolis / « la Veuve Blanche »
  - Mission impossible : Dead Reckoning (2023) : Alanna Mitsopolis / « la Veuve Blanche »

- 2015 : Le Pont des espions : Alison (Rebekah Brockman)
- 2016 : Money Monster : ? ( ? )
- 2018 : Juliet, Naked : Annie Platt (Rose Byrne)

##### Séries télévisées
- 2015 : Dans l'ombre des Tudors : Anne Boleyn (Claire Foy) (mini-série)
- 2015 : Following : Daisy Locke (Ruth Kearney)
- 2015 : Prey : Lucy Murdoch (Sammy Winward) (mini-série)

## Théâtre
- 2016 : Qui a peur de Virginia Woolf ? d'Edward Albee, mise en scène d'Alain Françon au Théâtre de l'Œuvre
- 2016 : Croque monsieur de Marcel Mithois, mise en scène de Thierry Klifa au Théâtre de la Michodière

## Distinctions

### Récompense
- Prix Lumières 2013 : Prix Lumières du meilleur espoir féminin pour Camille redouble

### Nomination
- César 2013 : César du meilleur espoir féminin pour Camille redouble